# Melilli
Melilli (Miliddi in Sicilian) Là một đô thị ở tỉnh Siracusa, Sicilia (Italia), có vị trí khoảng 190 km về phía đông nam của Palermo và khoảng  20 km về phía tây bắc của Syracuse. Tại thời điểm ngày 31 tháng 12 năm 2004, đô thị này có dân số 12.555 người và diện tích là 136 km².
Đô thị  Melilli có các  frazioni (các đơn vị làng) Villasmundo,Città Giardino và Marina di Melilli.
Melilli giáp các đô thị: Augusta, Carlentini, Priolo Gargallo, Syracuse, Sortino.

## Quá trình biến động dân số

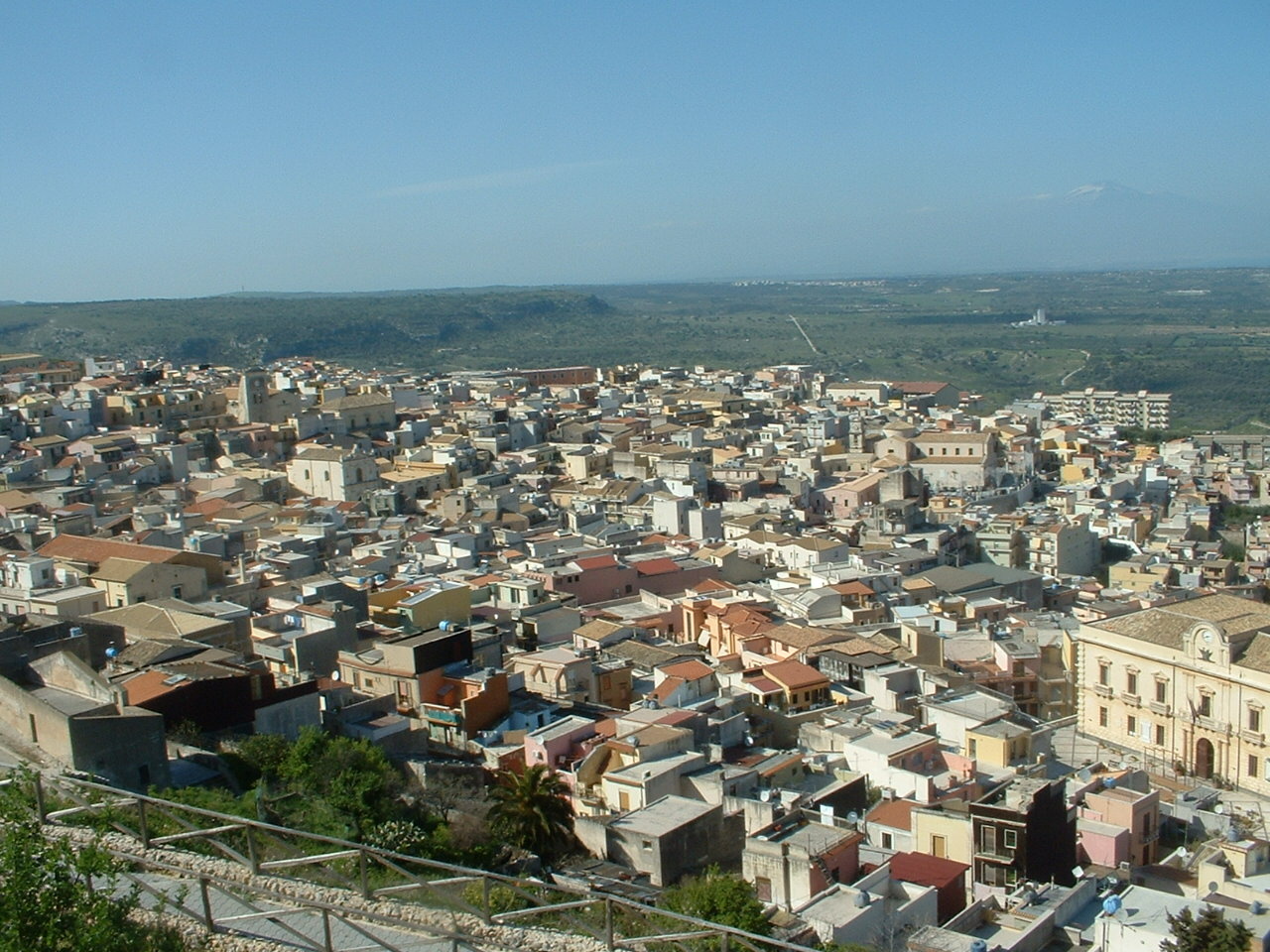
Toàn cảnh

.

## Đô thị kết nghĩa
- Middletown, Connecticut, (Mỹ)